# ドゥームズデイ・マシーン
『ドゥームズデイ・マシーン』（Doomsday Machine）は、スウェーデンのメロディックデスメタル・バンド、アーチ・エネミーが2005年に発表した6作目のスタジオ・アルバム。

## 背景
クリストファー・アモットは、本作のレコーディング終了後に一度バンドを脱退したが、最終的には次作『ライズ・オブ・ザ・タイラント』（2007年）で復帰した。なお、収録曲「テイキング・バック・マイ・ソウル」にはファイアーウインドのガス・Gがゲスト参加しており、彼はクリストファーの代役として「オズフェスト2005」のステージにも参加したが、最終的にはタリスマンのフレドリック・オーケソンが、正式な後任ギタリストとして迎えられた。

## 反響・評価
本作はセールス的に大きな成功を収めた。バンドの拠点のスウェーデンでは4週トップ60入りして最高23位を記録し、同国における初のトップ40アルバムとなった。イギリスでは2005年9月3日付の全英アルバムチャートで81位を記録し、バンド初の全英トップ100アルバムとなった。アメリカでは、バンドにとって初となる総合アルバム・チャートのBillboard 200入りを果たし、最高87位を記録した。
Edurado Rivadaviaはオールミュージックにおいて5点満点中3点を付け「音作りは洗練されているが、マイケル・アモットのギターの音像が前面に押し出されている」と評している。また、Adrien BegrandはPopMattersのレビューで10点満点中7点を付け「このアルバムではアモット兄弟が本当に輝いており、どの曲でも彼らのソロが聴き所となっている上に、"Enter the Machine"、"I Am Legend"（素晴らしいスラッシュ・ナンバー"Out for Blood"へ続く曲）、そして特に魅惑的な"Hybrids of Steel"という3曲のインストゥルメンタルも、ボーカル・ナンバーに負けていない」と評している。

## 収録曲
全曲とも作曲はマイケル・アモット、クリストファー・アモット、ダニエル・アーランドソンによる。1. 8.はインストゥルメンタル。
1. エンター・ザ・マシーン - Enter the Machine – 2:03
2. テイキング・バック・マイ・ソウル - Taking Back My Soul – 4:35
  - 作詞：アンジェラ・ゴソウ、マイケル・アモット
3. ネメシス - Nemesis – 4:12
  - 作詞：アンジェラ・ゴソウ
4. マイ・アポカリプス - My Apocalypse – 5:25
  - 作詞：アンジェラ・ゴソウ
5. キャリー・ザ・クロス - Carry the Cross – 4:12
  - 作詞：アンジェラ・ゴソウ
6. アイ・アム・レジェンド/アウト・フォー・ブラッド - I Am Legend/Out for Blood – 4:58
  - 作詞：アンジェラ・ゴソウ
7. スケルトン・ダンス - Skeleton Dance – 4:34
  - 作詞：アンジェラ・ゴソウ
8. ハイブリッズ・オブ・スティール - Hybrids of Steel – 3:49
9. メカニック・ゴッド・クリエーション - Mechanic God Creation – 5:59
  - 作詞：アンジェラ・ゴソウ、マイケル・アモット
10. マフトカンフ - Machtkampf – 4:16
  - 作詞：マイケル・アモット
11. スレイヴス・オブ・イエスタディ - Slaves of Yesterday – 5:06
  - 作詞：アンジェラ・ゴソウ

### 日本初回盤CD (TFCK-87388)ボーナス・トラック
1. ハート・オブ・ダークネス（ライヴ） - Heart of Darkness (Live in Paris 2004) - 4:50
2. ブリッジ・オブ・デスティニー（ライヴ） - Bridge of Destiny (Live in Paris 2004) - 8:03

### 2011年再発CD (QATE-10012)ボーナス・トラック
12. - 15.は2004年2月27日のパリ公演、16.は2007年1月29日のブエノスアイレス公演におけるライヴ録音。
1. バーニング・エンジェル（ライヴ） - Burning Angel
2. ウィ・ウィル・ライズ（ライヴ） - We Will Rise
3. ハート・オブ・ダークネス（ライヴ） - Heart of Darkness
4. ブリッジ・オブ・デスティニー（ライヴ） - Bridge of Destiny
5. アイ・アム・レジェンド/アウト・フォー・ブラッド（ライヴ） - I Am Legend/Out for Blood

### ヨーロッパ限定盤(77583-8)ボーナスDVD
1. Nemesis (Videoclip)
2. Intro (Live at the Forum, London, UK on 17th December 2004)
3. Dead Eyes See No Future (Live at the Forum, London, UK on 17th December 2004)
4. Ravenous (Live at the Forum, London, UK on 17th December 2004)

## 参加ミュージシャン
- アンジェラ・ゴソウ - ボーカル
- マイケル・アモット - リードギター、リズムギター
- クリストファー・アモット - リードギター、リズムギター
- シャーリー・ダンジェロ - ベース
- ダニエル・アーランドソン - ドラムス

アディショナル・ミュージシャン
- ガス・G - リードギター(on #2)
- Ola Strömberg - キーボード
- アポロ・パパサナシオ - バッキング・ボーカル